# Anarmodia arcadiusalis
Anarmodia arcadiusalis là một loài bướm đêm trong họ Crambidae.